# Chondrorrhina mediana
Chondrorrhina mediana är en skalbaggsart som beskrevs av John Obadiah Westwood 1842. Chondrorrhina mediana ingår i släktet Chondrorrhina och familjen Cetoniidae. Inga underarter finns listade i Catalogue of Life.